# إدواردو كاستانيدا
إدواردو كاستانيدا (بالإسبانية: Eduardo Castañeda)‏ هو لاعب كرة قدم أمريكية مكسيكي، ولد في 19 يناير 1983 في سيوداد اكونا في المكسيك.

## وصلات خارجية
- إدواردو كاستانيدا على موقع JustSportsStats.com (الإنجليزية)